# Зашто је пиле жуто а кока није
„Зашто је пиле жуто а кока није” је југословенски кратки филм из 1977. године који је режирао Владимир Фулгоси.

## Улоге
| Глумац          | Улога |
| --------------- | ----- |
| Ета Бортолаци   |       |
| Звонко Лепетић  |       |
| Томислав Липљин |       |
| Мирјана Мајурец |       |
| Ивица Видовић   |       |